# Terry Plank

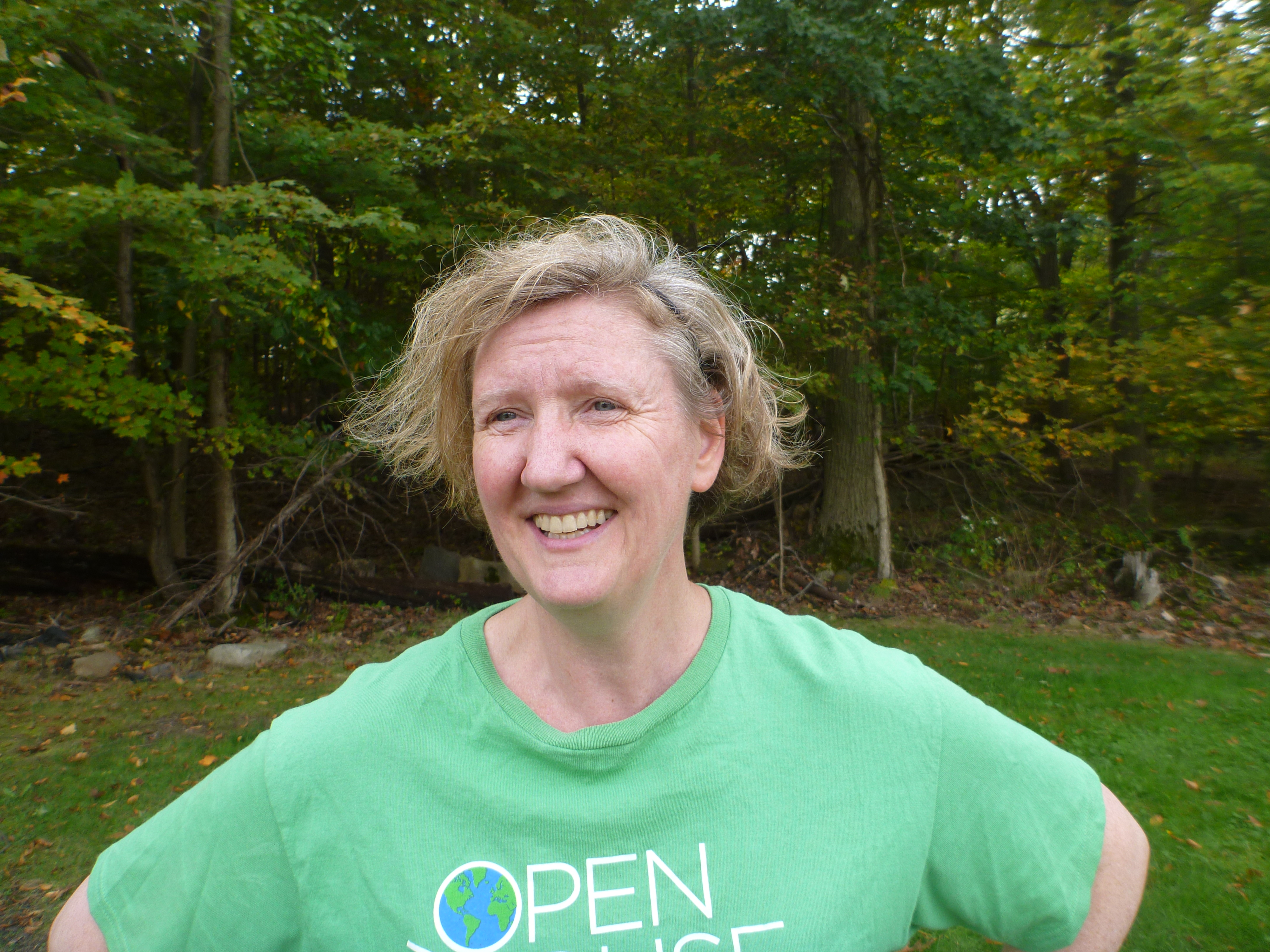
Terry Plank

Terry Ann Plank (* 18. Oktober 1963 in Wilmington) ist eine US-amerikanische Geochemikerin und Vulkanologin.
Plank studierte am Dartmouth College mit dem Bachelor-Abschluss 1985 und wurde 1993 an der Columbia University (Lamont-Doherty Earth Observatory) bei Charles H. Langmuir promoviert (Mantle Melting and Crustal Recycling at Subduction Zones). Das Thema ihrer Dissertation wurde auch ihr Hauptforschungsgebiet, die Verbindung von vulkanischen Magmen mit den aufgeschmolzenen Sedimenten in Subduktionszonen, aus denen sie stammen.  Als Post-Doktorandin war sie an der Cornell University. 1995 wurde sie Assistant Professor an der University of Kansas und 1999 Associate Professor und 2004 Professor an der Boston University. 2008 wurde sie Professor an der Columbia University (Arthur D. Storke Memorial Professor).
Sie war Gastprofessorin in Rennes und Grenoble.
Aus der geochemischen Analyse von Mineralien in Vulkangesteinen zog sie Rückschlüsse auf die Bildungsbedingungen der Magmen (Temperatur, Wassergehalt und Gehalt an Gasen, Dekompression u. a.). Sie unternahm Feldarbeiten unter anderem in Nicaragua und den Aleuten und war am Ocean Drilling Program beteiligt.
2012 war sie MacArthur Fellow. 2013 wurde sie Mitglied der National Academy of Sciences und der American Academy of Arts and Sciences. Sie erhielt die  Houtermans Medal der European Association for Geochemistry, die Donath Medal der Geological Society of America und ist Fellow der American Geophysical Union, der Geochemical Society, der Geological Society fo America und der  Mineralogical Society of America. Für 2018 wurde ihr die Wollaston-Medaille zugesprochen.

## Schriften
- mit L. Cooper, C. E. Manning: New geothermometers for estimating slab surface temperatures, Nature Geoscience, Band 2, 2009, S. 611–615
- mit Jeff D. Vervoort u. a.: The Hf-Nd isotopic composition of marine sediments, Geochimica Et Cosmochimica Acta, Band 75, 2011, S. 5903–5926
- mit D. J. Maclennan u. a.: Melting during late-stage rifting in Afar is hot and deep, Nature, Band 499, 2013, S. 70–73
- mit K. A. Kelly u. a.: Why do mafic arc magmas contain ~4 wt % water on average ?, Earth and Planetary Science Letters, Band 364, 2013, S. 168–179 *mit P. Ruprecht: Feeding andesitic eruptions with a high-speed connection from the mantle, Nature, Band 500, 2013, S. 68–72
- mit A. S. Lloyd u. a.: NanoSIMS results from olivine-hosted melt embayments: Magma ascent rate during explosive basaltic eruptions, J. of Volcanology and Geothermal Research, Band 238, 2014, S. 1–18
- The chemical composition of subducting sediment and its consequences for the crust and mantle, in: H.D. Holland, K.K. Turekian (Hrsg.), The Crust, Treatise on Geochemistry, 2. Auflage, Elsevier 2014, S. 607–629
- mit D. W. Forsyth: Thermal Structure and Melting Conditions in the Mantle beneath the Basin and Range Province from Seismology and Petrology, Geochemistry, Geophysics, Geosystems, Band 17, 2016, S. 1312–1338.